# Shinjuku L Tower
Le Shinjuku L Tower (新宿エルタワー, Shinjuku Eru Tawā) est un gratte-ciel haut de 122 m situé dans le quartier d'affaires de Nishi Shinjuku à Tokyo.